# Dolores Claiborne
Dolores Claiborne (titre original : Dolores Claiborne) est un roman de Stephen King publié en 1992. Ce thriller psychologique, quasiment dépourvu de tout élément surnaturel, est le long témoignage de Dolores Claiborne, interrogée par la police car elle est suspectée du meurtre de sa riche employeuse et qui s'innocente de celui-ci mais avoue celui de son mari, près de trente ans plus tôt. Sur le plan narratif, le roman se présente sous la forme d'un long monologue sans la présence de chapitres pour venir en rompre la continuité. Il a été adapté au cinéma en 1995.   

## Résumé
1992, Île de Little Tall, Maine. Andy Bissette, Franck Proulx et Nancy Bannister, enquêteurs, écoutent les confessions de Dolores Claiborne, 65 ans, qui nie le meurtre de Vera Donovan, sa riche employeuse. Elle avoue par contre le meurtre de son mari, Joe Saint-George, avec lequel elle a eu trois enfants, il y a 29 ans (en 1963). Dolores raconte qu’elle a travaillé pour Vera Donovan comme femme de chambre puis comme dame de compagnie. Elle la dépeint comme très maniaque et comme une vraie garce au sale caractère. 
Elle raconte également comment son père battait sa mère, puis les violences régulières qu'elle subit de la part de son mari Joe. Un jour, elle menace de le tuer avec une hachette. Sa fille Selena, qui assiste cachée à la scène, change d’attitude et se renferme de plus en plus. Plus tard, Dolores la retrouve au lycée et lui parle sur le ferry qui les ramènent sur l’île. Elle découvre alors que son père a abusé d'elle sexuellement. La haine grandit chez Dolores, et elle s’explique avec Joe : elle veut le quitter avec les enfants. Elle se rend à la banque récupérer l’argent des livrets de ses enfants mais Joe l’a devancée et a ouvert un nouveau compte à son nom seul, invoquant la puissance maritale. Pendant les mois qui suivent, elle cherche une solution pour se débarrasser de lui sans succès. Vera lui donne une idée : un accident est si vite arrivé. Tous les témoins possibles assisteront à la prochaine éclipse de soleil du 20 juillet 1963. Dolores achète de l’alcool à Joe et le provoque. Ils finissent par se battre et Joe poursuit Dolores dans les mûriers, tombe dans l’ancien puits mais ne succombe pas à la chute. Il tente même de sortir du puits malgré ses blessures. Lorsque Joe lui agrippe une cheville, Dolores le frappe avec une pierre et le tue. 
Une semaine plus tard, le corps de Joe est retrouvé par la police. Dolores est convoquée par le médecin légiste McAuliffe qui la croit coupable. Il tente de la déstabiliser mais n’y arrive pas. Elle s’en sort sans être inquiétée. Les relations difficiles entre Dolores et Vera évoluent au fil des ans pour se changer en un respect mutuel. Des années plus tard, Vera Donovan, dont la santé physique et mentale a lentement décliné, est prise d'une crise de folie, se lève de son fauteuil roulant et dégringole l’escalier de chez elle. Elle demande à Dolores de l’achever. Celle-ci part chercher un rouleau à pâtisserie en marbre mais lorsqu’elle revient, Vera est morte. Sammy Marchant, le facteur, sonne à la porte, entre, voit le rouleau à pâtisserie et croit que Dolores a tué Vera. Dolores sort finalement innocentée de l'histoire, et Greenbush, un homme de loi, lui annonce qu’elle hérite des trente millions de dollars de Vera. Dolores comprend alors que les enfants de Vera sont morts il y a trente ans et que son employeuse n’est peut-être pas étrangère à leurs disparitions, leur ayant offert des voitures bien trop rapides pour leur âge. 
En conclusion du livre, un article de journal nous apprend que Dolores a donné tout l’argent dont elle a hérité à un orphelinat. Quant à Selena, qui n'est jamais revenue sur l'île depuis qu'elle l'a quittée pour ses études de journalisme, elle décide finalement de pardonner à sa mère toutes ses erreurs et revient la voir plus de vingt ans après son départ.

## Accueil
Le roman est resté quatorze semaines (dont sept à la première place) sur la New York Times Best Seller list, y apparaissant le 6 décembre 1992 directement à la première place. Le Publishers Weekly le classe à la première place des meilleures ventes de livres de fiction aux États-Unis publiés en 1992.
Les critiques ont dans l'ensemble été assez mitigées. Parmi les critiques favorables, Ray Burgess, de Publishers Weekly, trouve que Stephen King a su « capturer l'aspect compliqué de la psyché humaine » et que le livre est empli de scènes poignantes. Pour Jean-Pierre Dufreigne, de L'Express, Stephen King invente « la tragédie à un seul personnage » avec ce « long, tranquille, amusant, cynique monologue » « hyperconstruit et supercharpenté », où « une garce moche, pauvre, inculte, raconte sa vie à un shérif nul ». Dans son livre, Stephen Spignesi salue « le tour de force narratif » de l'écrivain et élève Dolores Claiborne à la première place de la trilogie féministe écrite par Stephen King avec Jessie et Rose Madder. Cette opinion est partagée par Mélanie Fazi, écrivant pour Bifrost, qui voit dans ce « brillant exercice de style » « l'un des plus beaux portraits de femme de l'œuvre de Stephen King ».
Plus contrasté, Christopher Lehmann-Haupt, du New York Times, note les similitudes de Dolores Claiborne avec le précédent roman de Stephen King, Jessie, les deux œuvres étant des études psychologiques sans éléments surnaturels où l'éclipse de 1963 joue un rôle et qui explorent le thème des abus subis par les femmes. Il aurait cependant trouvé le livre plus intéressant si « les hommes aussi étaient considérés comme des êtres humains avec des histoires expliquant leurs mauvais penchants ». Douglas Meyersonian, du The Washington Post, est également partagé, reprochant au livre son langage vulgaire et les descriptions explicites de scènes violentes nauséeuses mais louant la qualité et le réalisme de l'histoire. Enfin, John Skow, de Time Magazine, trouve que le personnage principal est puissamment représenté mais que Stephen King a la « sensibilité artistique d'un adolescent ».

## Analyse
Selon Michael R. Collings, King se rapproche avec ce roman du style de son pseudonyme Richard Bachman, se débarrassant « presque entièrement de son costume de maître de la terreur pour nous présenter le portrait poignant d'un personnage crédible ». Le livre repose entièrement sur la force du personnage titre puisque toute l'histoire est racontée de son seul point de vue, monologue sans interruption ni division en chapitres. Dolores Claiborne est « l'une des rares incursions de King dans le monde des noms clairement symboliques », Dolores étant une variante du mot latin dolor, qui veut dire « souffrir », alors que Claiborne évoque clay born, « né de la glaise ». L'histoire qu'elle raconte est « le double récit d'une mort et d'une vie, chaque partie quasi jumelle, chacune s'enrichissant de l'autre, et finalement chacune s'expliquant mutuellement ».
King évoque le thème du féminisme, des violences conjugales et des « restrictions sociales écrasantes qui étouffent les femmes » mais sans laisser ces problèmes sociaux occuper le devant de la scène, se concentrant plutôt sur Dolores et Vera, « deux femmes indépendantes qui prennent des décisions douloureuses […] et sont transformées par les conséquences de leurs choix ». Le thème des relations entre parents et enfants occupe également une place primordiale à travers les histoires de Dolores et Vera, de leurs maris et de leurs enfants respectifs mais aussi dans leur histoire commune qui devient sur la fin « une relation mère-fille inversée qui les diminue et les supporte à la fois ». Comparant Dolores Claiborne à Jessie, Collings indique qu'ici, Stephen King démontre au lieu d'imposer. La scène de l'éclipse solaire établit la relation entre les deux romans, une relation acceptable « si l'on considère que Dolores Claiborne et Jessie Burlingame traversent une vie éclipsée, qu'elles vivent dans l'ombre d'actions et de décisions prises dans le passé ».

## Parallèle avecJessie
Il avait été prévu que ce roman soit publié dans le même ouvrage, In the path of the eclipse.
Le meurtre de Joe St-George arrive le même jour que l'éclipse et Dolores a des visions d'une petite fille en robe rayée, la même que celle que portait Jessie avec son père ce jour-là. Plus tard, lors de la mort de Vera, Dolores a des visions d'une femme en danger et reconnait cette petite fille.

## Adaptations
Ce roman a été adapté au cinéma en 1995, par le réalisateur Taylor Hackford, sous le même titre. On y retrouve dans le rôle-titre l'actrice Kathy Bates, qui s'était fait connaître du grand public quelques années plus tôt dans l'adaptation d'un autre roman de Stephen King, Misery.
Une adaptation théâtrale du roman est écrite par David Joss Buckley. Elle est adaptée et mise en scène en français par Marie Pascale Osterrieth et jouée au théâtre des Bouffes-Parisiens à partir de septembre 2006 avec Michèle Bernier dans le rôle-titre.
Il a été également adapté, sous le même titre, sous la forme d'un opéra en deux actes composé par Tobias Picker sur un livret de J. D. McClatchy (en). Cet opéra a été créé le 18 septembre 2013 au San Francisco Opera avec la cantatrice Patricia Racette dans le rôle-titre.

## Livre audio en français
- Stephen King (trad. Dominique Dill), Dolores Claiborne [« Dolores Claiborne »], Paris, Éditions Thélème, coll. « Frissons », 21 juin 2010 (ISBN 978-2-87862-625-4, présentation en ligne)Texte intégral ; narratrice : Élodie Huber ; support : 2 disques compact audio MP3 ; durée : 8 heures environ ; référence éditeur : Éditions Thélème 931.